# Football canadien
Pour les articles homonymes, voir Football (homonymie).
Le football canadien (ou simplement football, au Canada) est un sport collectif originaire du Canada.
Il allie des stratégies complexes et un jeu physique intense. Le but du jeu est de marquer des points en portant un ballon ovale jusqu'à la zone de but adverse au bout du terrain. Le ballon peut être avancé en le portant (une course) ou en le lançant à un coéquipier (une passe). Les points peuvent être marqués de différentes façons comme en franchissant la ligne de but avec le ballon, en lançant la balle à un autre joueur situé de l'autre côté de la ligne de but qui donne 6 points, en plaquant un joueur adverse ayant le ballon dans sa propre zone de but, ce qui donne 2 points, ou en bottant le ballon entre les poteaux du but adverse, ce qui donne 3 points. Également, lors d'un botté, si le joueur devant retourner le ballon est incapable de sortir le ballon de sa zone de buts ou que le ballon sort des limites du terrain traversant une ligne délimitant la zone de buts, l'équipe ayant effectué le botté marque un point. Le vainqueur est l'équipe ayant marqué le plus de points à la fin du match.
Les origines du rugby au Canada remontent au début des années 1860. Cette discipline évolua au cours des années en se transformant en football canadien. Tant la ligue canadienne de football (LCF), première ligue professionnelle de ce sport, que Football Canada, la fédération pour le sport amateur, ont leurs racines en 1884 avec la fondation de la Canadian Rugby Football Union. Seuls les Argonauts de Toronto et les Tiger-Cats de Hamilton, des équipes actives au sein de la LCF, peuvent prétendre avoir des origines aussi lointaines.

## Histoire

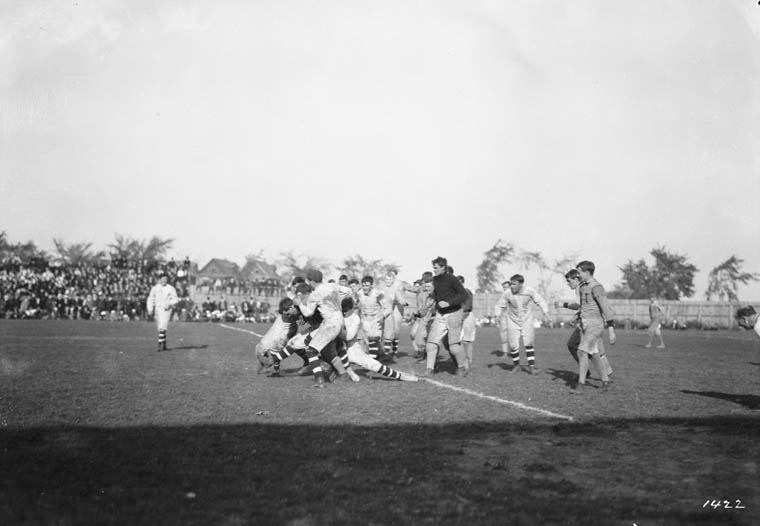
Une partie entre les Tiger-Cats de Hamilton et une équipe inconnue d'Ottawa en 1910.

Le premier cas documenté d'un match de football a eu lieu le 9 novembre 1861 à l'University College de l'Université de Toronto. Un club de football aurait été formé à cette même université peu de temps après, bien que les règles du jeu à ce moment ne fussent pas encore claires.
En 1864, au Trinity College de Toronto, F. Barlow Cumberland et Frederick A. Bethune conçurent des règles basées sur le rugby. Toutefois, le football canadien moderne est considéré comme ayant son origine lors d'un match de rugby joué à Montréal, en 1865, lorsque des officiers de l'armée britannique en garnison à Montréal, affrontèrent une équipe composée de civils. Le nouveau jeu gagne progressivement en intérêt et le Montreal Football Club est créé en 1868, devenant le premier club de football non universitaire au Canada.
Ce rugby-football devient rapidement populaire à l'Université McGill de Montréal. En 1874, McGill défia l'université Harvard pour une partie. C'est à travers cette joute estudiantine que le jeu maintenant connu comme le football américain est introduit aux États-Unis.
Les prédécesseurs de la Ligue canadienne de football sont notamment le Canadian Rugby Football Union (CRFU) et le Canadian Rugby Union. Le CRFU, précurseur original de l'actuelle ligue, a été créé en 1882.
Comme les règles du football américain sont très similaires au football canadien, la LCF a maintenu une relation étroite avec son homologue américain, la National Football League (NFL). Beaucoup de joueurs américains viennent jouer à la LCF.

### Évolution du jeu
Des débuts du sport jusque vers les années 1940, les joueurs évoluaient ordinairement à la fois à l'offensive et à la défensive. Un joueur passait souvent toutes les 60 minutes de jeu sur le terrain. Par exemple, les joueurs de la ligne offensive devenaient les joueurs de la ligne défensive quand la possession du ballon changeait de camp. Cependant, avec l’évolution des règles du jeu, notamment l'introduction de la passe avant, les qualités requises à certaines positions, notamment celle de quart-arrière, sont devenues plus spécifiques. En plus de ses qualités athlétiques, celui-ci devait être capable de lancer le ballon de façon précise à une grande distance; les équipes ne voulaient pas courir le risque de voir leur quart-arrière se blesser en jouant à la défense. À la fin des années 1950, il était devenu très inhabituel de voir un joueur jouer à l'offensive et à la défensive dans un même match. 

## Ligues et championnats

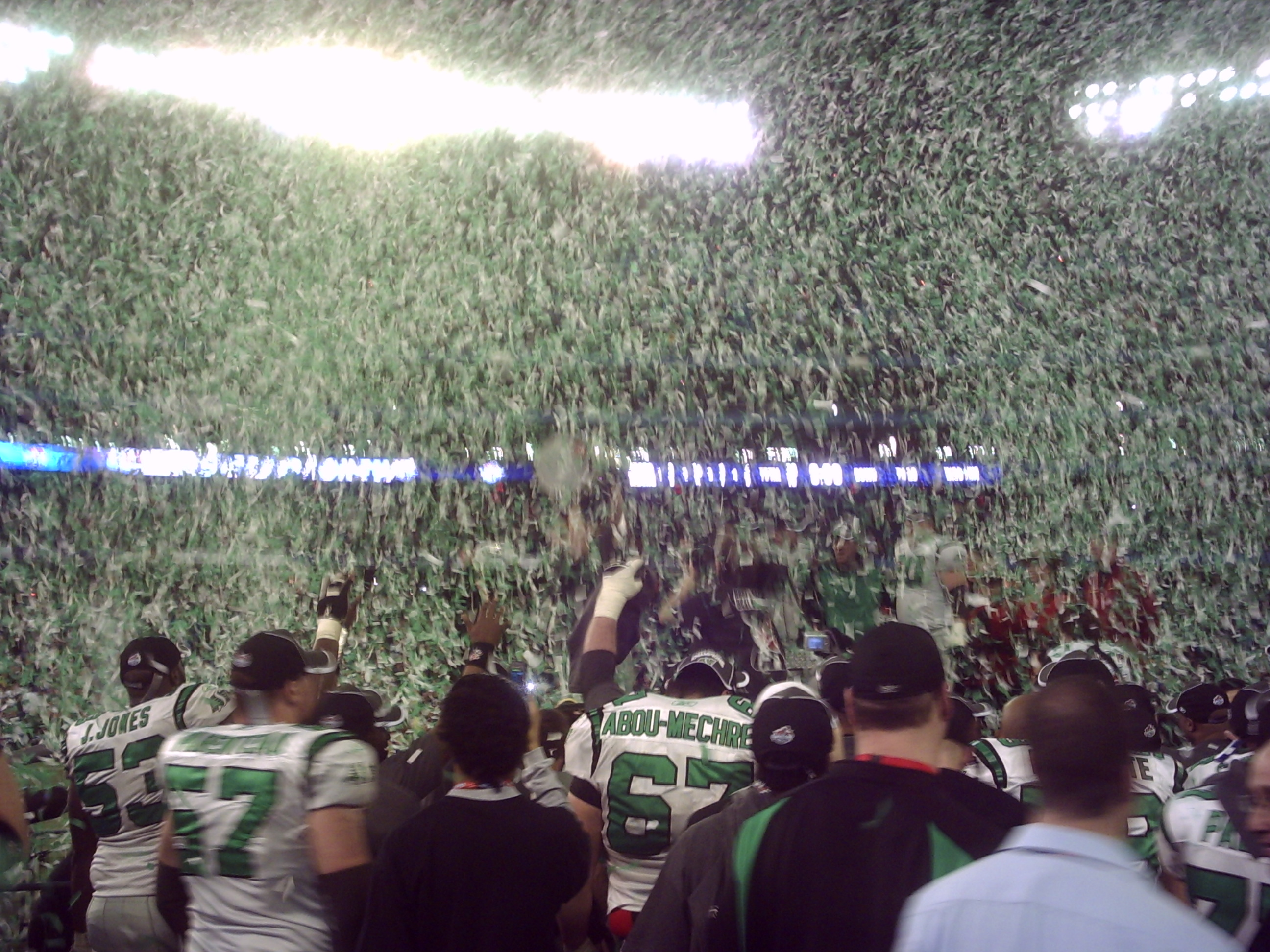
Les Roughriders de la Saskatchewan

La ligue canadienne de football est la plus populaire et la seule grande ligue professionnelle du football canadien. Son match de championnat, la Coupe Grey, est le plus grand événement sportif uniquement canadien. Il est regardé par près du tiers de la population.
Le football canadien est également joué à l'école secondaire, au niveau junior, collégial, universitaire et semi-professionnel. Par exemple, la Canadian Junior Football League et la Ligue de football junior du Québec sont réservées aux joueurs âgés de 18 à 22 ans. 
La Coupe Vanier est le Championnat de football canadien universitaire au Canada. Les sports universitaires canadiens, incluant le football, sont régulés par le circuit U Sports.
Un « Temple de la renommée du football canadien » recense les exploits et les accomplissements dans ce domaine.

### Catégories subjacentes
Comme le football est principalement un sport de fin d'été et d'automne, il est bien adapté pour être pratiqué dans le contexte scolaire. La plupart des ligues juvéniles sont donc scolaires. Par exemple, au Québec, les catégories suivantes sont définies :
- écoles secondaires :
  - Atome (12-13 ans) -Benjamin (13-14 ans) -Cadet (14-15 ans) -Juvénile (15-18 ans)[5] ;
- collégial (âge limite de 21 ans) (géré au Québec par le Réseau du sport étudiant du Québec (RSEQ)[6] ;
- universitaire (âge limite de 24 ans) (géré au Canada par U Sports ; la ligue du Québec est sous la responsabilité du RSEQ[7])

Hors du système scolaire, il existe deux ligues de football junior (17 à 22 ans) : la Ligue canadienne de football junior et la Ligue de football junior du Québec.

## Le terrain

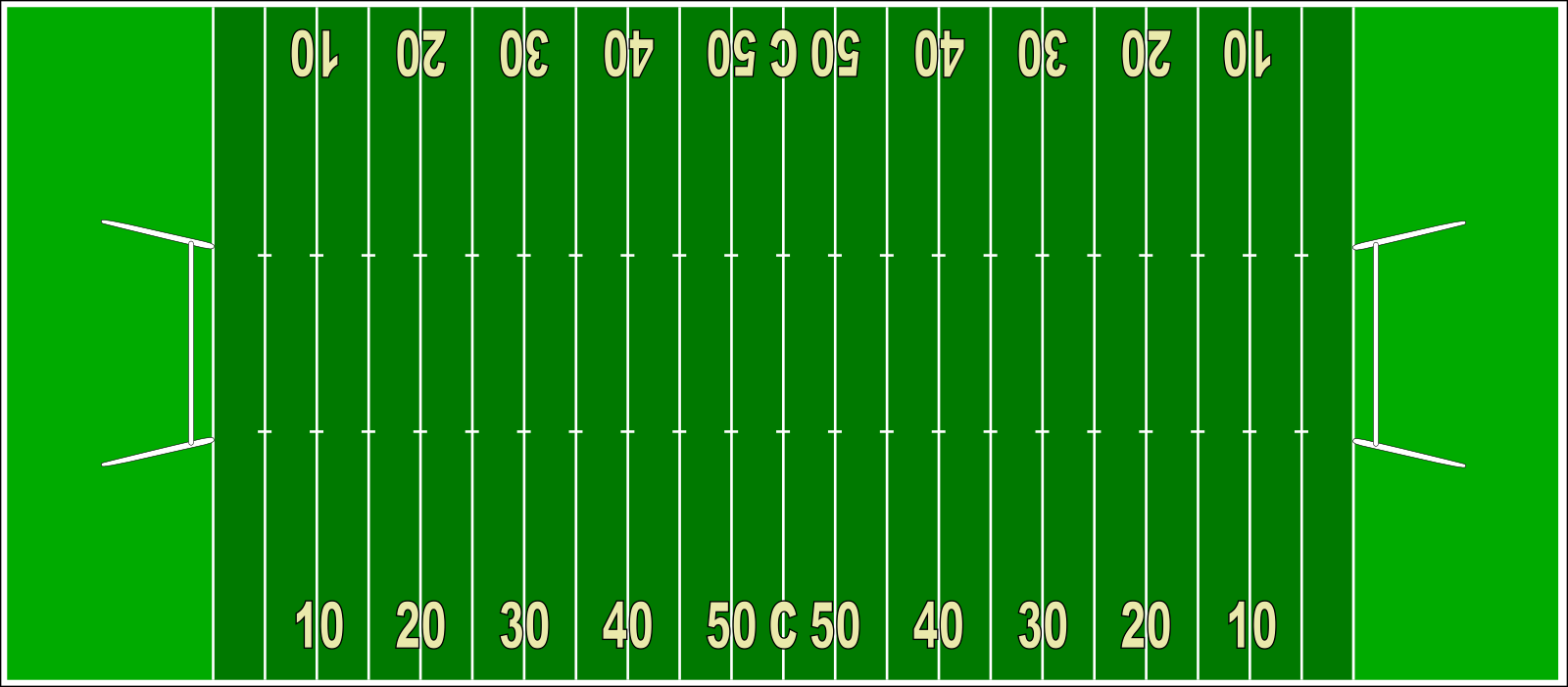
Schéma d'un terrain de football canadien

L'aire de jeu (field-of-play) mesure 110 verges (yards) de long (100,58 m) sur 65 verges de large (59,44 m). Elle est donc plus longue et plus large que celle utilisée pour jouer au football américain qui fait 100 verges de long (91,45 m) sur 53 1/3(49,39 m) de large. Les zones des buts (endzones), situées à chaque extrémité, prolongent le terrain de 20 verges chacune (18,29 m). Les limites du terrain sont matérialisées par le côté interne des lignes encadrant la surface formée par l'aire de jeu et les zones de but réunies. On trouve donc deux lignes de côtés (side-lines), deux lignes des buts (goal-lines), quatre lignes de côtés dans la zone des buts (side-lines-in-goal) et deux lignes de fond (dead-lines).
L'aire de jeu est marqué par des lignes perpendiculaires au grand axe du terrain, espacées de 5 verges (4,57 m). Au niveau de ces lignes, de petits segments perpendiculaires sont tracés à une distance de 24 verges des lignes latérales: les traits de remise en jeu (hash marks). Sur chaque moitié d'aire de jeu, des marques de distance sont placées toutes les 5 verges et indiquent la distance parcourue depuis la ligne de but.
Les poteaux de but sont placés au centre de chaque ligne de but. La distance entre les deux poteaux est de 18 pieds et 6 pouces (5,64 m). Leur hauteur est de 40 pieds (12,19 m). Une barre transversale les relie. Elle est placée à une hauteur de 10 pieds (3,04 m).

### Le ballon

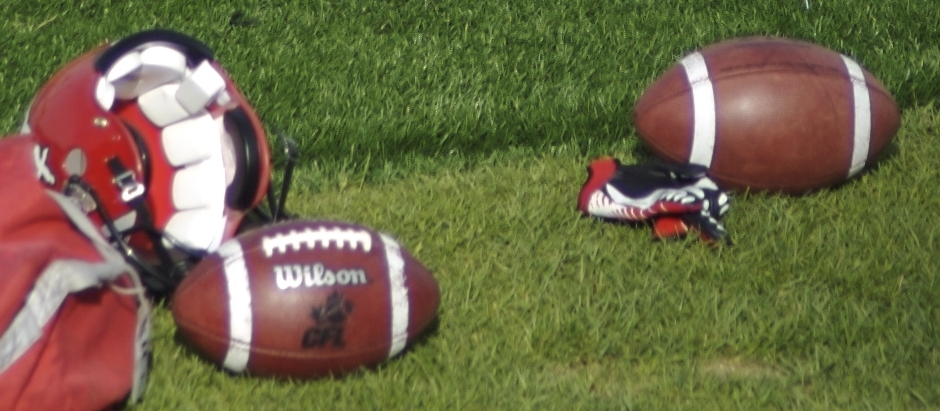
Ballons et casques.

Le ballon de cuir brun est gonflé à une pression qui varie entre 12,5 livres par pouce carré et 13,5 livres par pouce carré (0,86 - 0,93 bar). Un ballon de football réglementaire de la LCF mesure entre 11 pouces et 11,25 pouces de longueur (28 cm et 28,6 cm). Les lacets exposés ne peuvent mesurer plus de 4 ³/8 pouces de longueur (11,11 cm) et plus de 1 1/8 pouce (2,86 cm) de largeur. Le ballon pèse entre 14 et 15 onces (397 et 425 grammes).

## Le jeu

### Durée
La partie dure 60 minutes et comporte deux périodes appelées « demies » séparées par une mi-temps. Chaque demie est découpée en deux sous-périodes appelées « quarts » ; chaque quart dure 15 minutes. Le chronomètre peut être arrêté ou non après chaque jeu selon certaines règles précises; les équipes peuvent aussi se prévaloir d'un certain nombre d'arrêts de jeu ou « temps morts » durant la partie. Les équipes détiennent 3 temps d'arrêts par demie et ne peuvent pas utiliser leur temps d'arrêts qu'elles n'ont pas utilisé durant la première demie, lorsqu'elles sont en deuxième demie.
Le temps s'arrête quand :
- une équipe marque des points ;

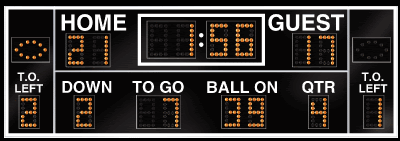
Un tableau qui affiche le score, le temps restant, la possession du ballon, les temps d'arrêts restants, etc.

- le porteur de ballon sort des lignes de côté ;
- une passe avant est incomplète ;
- une punition est appliquée ;
- il y a substitution de joueur ;
- il y a un joueur blessé ;
- le 15 minutes d'un quart respectif se termine ;
- un joueur/entraîneur demande un temps d'arrêt ;
- l'arbitre demande d'arrêter le temps.

Le temps commence/continue quand :
- le ballon est touché après un botté d'envoi ;
- le ballon est placé après une séquence qui laisse le temps rouler ;
- le ballon est mis en jeu après une séquence qui arrête le temps[9].

### Objectif
Le but du jeu est de faire parvenir le ballon dans la zone de buts adverse afin de marquer des points d'une des façons suivantes :
- le touché (6 points) : un touché est marqué lorsqu’un joueur est en possession du ballon dans la zone de buts adverse ou si une partie du ballon porté par un joueur traverse (touche) le plan de la ligne de buts adverse ;
- le placement (3 points) : un ballon botté à partir du sol et qui passe au-dessus de la barre transversale du but adverse, entre les deux poteaux. Le botté de précision ou field goal vaut 3 points. Si le botté est raté, mais que le ballon ne sort pas des limites du terrain, le jeu se poursuit ;
- le touché de sûreté (2 points) : le touché de sûreté (safety) vaut 2 points. Il se produit si le porteur du ballon est plaqué dans sa propre zone de buts ou sort des limites de celle-ci ou encore si une faute de l'équipe à l'attaque est commise dans cette zone ;
- le simple ou rouge (1 point) : un simple est accordé si le porteur du ballon est plaqué dans sa propre zone de buts à la suite d'un botté, ou si le ballon sort des limites de la zone des buts à la suite d'un botté d'envoi, un botté de dégagement ou un botté de placement raté ;
- la transformation (1 ou 2 points) : à la suite d'un touché, l'équipe qui a marqué peut obtenir 1 ou 2 points supplémentaires :
  - en bottant le ballon sur le même modèle que le botté de précision à partir de la ligne adverse de 32 verges. Ce type de transformation, vaut 1 point,
  - en marquant l'équivalent d'un touché, à la suite d'une remise en jeu du ballon à la ligne adverse de 3 verges. Ce type de transformation vaut 2 points. Ce type de transformation est bien plus difficile à marquer qu'un botté et n'est donc généralement utilisée que dans des cas particuliers où l'équipe doit rapidement marquer des points.

### Les joueurs

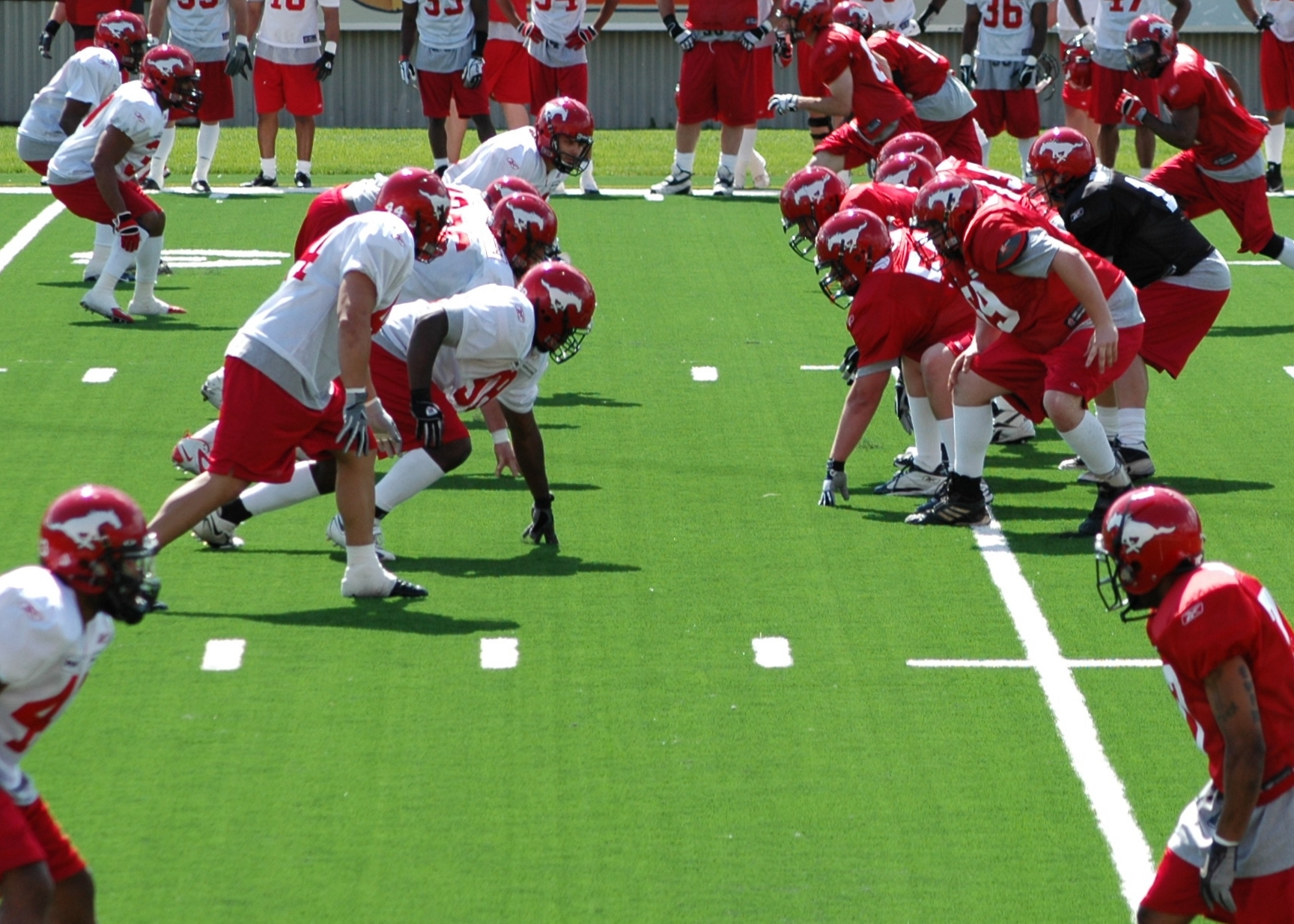
Les Stampeders de Calgary en entraînement pour la saison 2006 de la Ligue canadienne de football

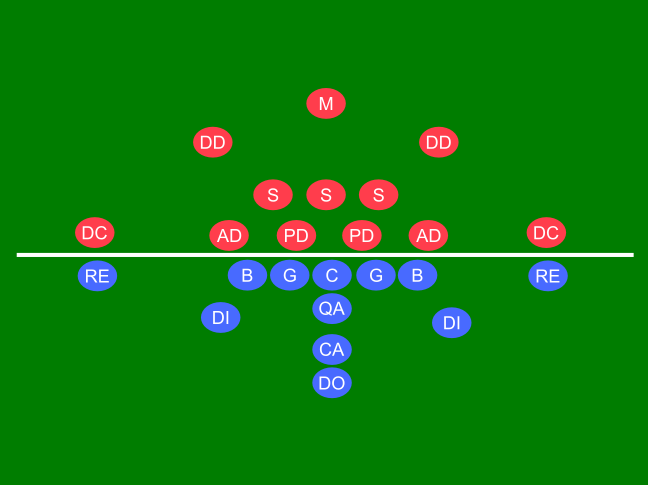
Football canadien - formations de départ

Un match de football canadien se déroule selon trois facettes de jeu bien distinctes : l'attaque, la défense et les unités spéciales. À presque chaque instant du match, l'une des deux équipes est en phase d'attaque tandis que l'autre est en phase défensive. Le changement entre les deux phases s'opère à plusieurs occasions détaillées plus bas, principalement lors de différents bottés, effectués par les joueurs évoluant sur les unités spéciales.
Les deux formations – douze joueurs – sont déployées comme sur le diagramme ci-contre, avec quelques variantes, en fonction de la stratégie du moment. Chaque joueur correspond à une position et un rôle stratégique identifiés comme suit :
En attaque (bleu) :
- Le centre (C)
- Les gardes (G)
- Les bloqueurs (B) ou tackles
- Les receveurs éloignés (RE) ou wide receivers
- Les demis insérés (DI) ou tight ends or slotback
- Le quart-arrière (QA) ou quarter back
- Le centre arrière (CA) ou running back : fullback
- Le demi offensif (DO) ou running back : halfback ou tailback

En défensive (rouge) :
- Les plaqueurs défensifs (PD) ou defensive tackles
- Les ailiers défensifs (AD) ou defensive ends
- Les demis de coin (DC) ou corner backs
- Les secondeurs (S) ou line backers
- Les demi défensifs (DD) ou strong safetys
- Le maraudeur (M) ou safety

### Déroulement du jeu
Le jeu commence par un botté d'envoi. Ce botté est utilisé en entame de chaque début de demie ou pour reprendre le jeu après qu'une équipe a marqué un touché. Il est, dans la plupart des cas, utilisé pour envoyer le ballon le plus loin possible dans le camp adverse. Un joueur de l'équipe adverse se doit de rattraper le ballon et de tenter d'avancer ballon en main. L'endroit où le joueur remontant le ballon sera plaqué déterminera le lieu où la phase d'attaque débutera pour son équipe.
L'équipe possédant le ballon est en phase d'attaque et dispose de trois tentatives appelées essais pour parcourir 10 verges. Avant chaque essai, l'équipe à l'attaque tient généralement un court conciliabule appelé caucus où le quart-arrière annonce la stratégie de l'essai. Si, à l'issue des trois essais, l'équipe n'a pas parcouru cette distance, la possession du ballon est donnée à l'adversaire. L'adversaire récupère alors le ballon à l'endroit où l'attaque s'est arrêtée : c'est un revirement. Pour éviter que l'équipe adverse ne récupère le ballon trop près de la zone de buts et se trouve donc en situation de marquer trop favorable, l'équipe à l'attaque peut effectuer un botté (généralement effectué lors du troisième essai) afin de dégager le ballon. Ce jeu porte le nom de botté de dégagement.
En phase d'attaque deux moyens de progression peuvent être utilisés :
- la course : Dans ce mode de jeu le ballon est passé directement de main à main par le quart-arrière à un autre joueur spécialisé appelé demi offensif. Celui-ci doit alors courir avec le ballon en évitant les défenseurs adverses. Il existe de nombreuses variantes de ce type d'attaque, le quart-arrière peut par exemple courir avec le ballon ou encore peut le transmettre au demi offensif par le biais d'une courte passe ;
- la passe avant : Le quart-arrière lance une passe à un des receveurs qui se sera, au préalable, déplacé sur le terrain en suivant une trajectoire bien déterminée. Cette trajectoire, connue à l'avance des deux joueurs, permet, outre la synchronisation entre passeur et receveur, de déstabiliser la défensive en utilisant des trajectoires atypiques. Une fois le ballon attrapé par le receveur, celui-ci peut continuer à courir ballon en main. Pour qu'une passe soit réglementaire le ballon doit être attrapé sans qu'il touche le sol par un joueur ayant au moins un de ses deux pieds à l'intérieur des limites du terrain. Si ce n'est pas le cas la passe est dite incomplète. Si la passe est attrapée par un joueur de l'équipe adverse, il y a revirement.

Dans les deux cas l'ensemble de l'équipe peut effectuer des blocs afin de protéger les joueurs portant le ballon (quart-arrière, coureur ou receveur). Les blocs doivent être effectués uniquement en poussant l'adversaire ou en lui faisant obstruction sans utilisation des bras ou des mains pour le retenir.
En phase de défense plusieurs méthodes peuvent être employées pour stopper la progression du ballon :
- le plaquage : Le but du plaquage est de mettre au sol le porteur du ballon. Le jeu s'arrête dès que le porteur du ballon est au sol, la prochaine tentative d'attaque débutera à l'endroit où le joueur a été plaqué. Seul un joueur porteur du ballon peut être plaqué. Un plaquage effectué sur le quart-arrière derrière la ligne de mêlée est appelé sac. Si le porteur de ballon perd le ballon, le ballon peut être récupéré par l'une des deux équipes. Cet évènement particulier, pouvant donner lieu à un revirement si l'équipe défensive récupère le ballon, est appelé échappé (fumble) ;
- l'interception : Elle a lieu lorsqu'un défenseur attrape une passe destinée à un receveur. Le défenseur ayant réalisé l'interception peut progresser ballon en main jusqu'à ce qu'il soit plaqué. Son équipe débutera alors sa phase d'attaque à l'endroit où le plaquage a eu lieu.

#### Match nul
En cas de match nul, chaque équipe a droit à une possession supplémentaire à partir de la ligne de 35 verges de l’équipe adverse. Chaque possession se termine lorsque l'équipe à l'attaque marque ou subit un revirement. L’équipe qui a compté le plus de points après les deux possessions est déclarée gagnante. Si les deux équipes ont marqué le même nombre de points, une série additionnelle de possessions est jouée, et ainsi de suite jusqu'à détermination d'un gagnant. Il est cependant impossible de gagner la partie en effectuant un simple ou rouge.

### Stratégies
Il existe une façon de jouer un botté d'engagement qui consiste en un botté court (il doit dépasser 10 verges pour être réglementaire) afin de récupérer le ballon à la place de l'équipe adverse et d'entamer ainsi une phase d'attaque. Cette manière particulière d'exécuter un botté d'envoi se nomme onside kick et n'est utilisé généralement que dans le cas où l'équipe devant l'exécuter se trouve dans l'obligation de remonter rapidement au pointage. Si l'équipe qui botte ne parvient pas à récupérer le ballon avant l'équipe adverse, celle-ci commencera sa phase d'attaque à une distance proche de la ligne des buts. Cette distance lui permettra généralement de tenter, au moins, un botté de précision bon pour trois points.

### Arbitres
Il y a sept officiels sur le terrain lors d'un match de la Ligue canadienne de football. L'arbitre est responsable de toutes les opérations. Il est assisté dans son travail par un juge de mêlée, un juge de champ, un juge de champ arrière, un juge de touche, un juge de ligne en chef et un juge de ligne.

### Pénalités
- Hors-jeu (5 verges) : Aucun joueur ne peut traverser la zone d’une verge qui se trouve entre les équipes offensive et défensive avant le début du jeu.
- Procédure illégale (5 verges) : Mouvement d’un joueur de ligne avant la mise en jeu du ballon.
- Retenu (10 verges) : L’utilisation des mains et (ou) des bras pour retenir un adversaire est illégale en tout temps sauf pour plaquer le porteur du ballon.
- Infraction à l'immunité (5 ou 15 verges) : Aucun joueur ne peut se trouver à l'intérieur d'un rayon de cinq verges du joueur qui tente d’attraper un botté, à l'exception d'un botté d'envoi. Si l'infraction est commise lorsque le retourneur de botté attrape le ballon dans les airs = 15 verges. Si le ballon est au sol lorsque la faute est commise = 5 verges
- Passe illégale (10 verges et perte d'essai) : Lorsque le quart-arrière traverse la ligne de mêlée avant de lancer le ballon ou qu'une deuxième passe avant est effectuée pendant le même jeu.
- Bloc illégal (10 verges) : Bloquer un adversaire autre que le porteur du ballon par l’arrière de façon telle que le joueur fonce dans le dos de l’adversaire ou tombe sur l’arrière de ses jambes.
- Obstruction contre la passe (15 verges ou endroit de la faute) : Restreindre la capacité d’un joueur de capter une passe ou de se rendre à un ballon lancé.
- Substitution illégale (10 verges) : Les joueurs ne sont pas autorisés à entrer sur le terrain pour prendre part au jeu après que l’arbitre a signalé la mise au jeu.
- Trop de joueurs (10 verges) : Plus de 12 joueurs sur le terrain.
- Se débarrasser du ballon intentionnellement (10 verges ou endroit de la faute) : Lorsque le quart-arrière lance le ballon au sol ou hors des limites du terrain sans intention de trouver un receveur éligible
- Conduite répréhensible (10 verges) : Fréquemment décerné pour conduite antisportive.
- Retarder la partie (5 verges) : Après le signal de l’arbitre une équipe a vingt secondes pour mettre le ballon en jeu. Aussi appelé délai de mise en jeu.
- Blocage illégal (10 verges) : Après un échappé, une interception ou la récupération d’un botté bloqué, il est illégal de frapper un plaqueur potentiel sous le niveau de la ceinture.
- Contact avec le botteur (10 verges) : Il est illégal d’entrer en contact avec le botteur alors qu’il botte un dégagement.
- Blocage illégal par derrière (15 verges) : Si un joueur, lors de la remise du ballon: a) se trouve à plus de trois verges du joueur de ligne offensif ou; b) se trouve en mouvement vers le ballon à moins de trois verges du joueur de ligne offensif à partir d’un point situé plus loin vers l’extérieur, il lui est interdit de se déplacer latéralement vers le ballon et d’entrer en contact avec un adversaire sous le niveau de la ceinture à l’intérieur de cinq verges de la ligne de mêlée.
- Rudesse (15 verges et 1er essai automatique à l'équipe à l'attaque si l'équipe fautive est la défensive) : Tout geste violent qui ne trouve pas de justification dans le contexte du jeu. Par exemple : frapper violemment le passeur après que la passe a été lancée ; frapper violemment le botteur après que le ballon a été botté ; frapper ou pousser un joueur qui se trouve hors des limites du terrain ; frapper violemment un joueur à la tête ; utiliser le casque comme arme (darder) ; frapper violemment un joueur situé loin de l'action et qui ne participe pas au jeu ; agripper le protecteur facial d'un adversaire, etc.
- Rudesse excessive (25 verges et 1er essai automatique à l'équipe à l'attaque si l'équipe fautive est la défensive et expulsion du joueur fautif pour au minimum le temps restant au match) : Tout acte de rudesse commis avec l'intention évidente de blesser.

### Football amateur
Le football amateur civil et scolaire de niveaux secondaire et collégial (au Québec seulement) se joue à 4 essais (comme au football américain) contrairement à 3 aux niveaux junior, universitaire et professionnel. Les autres règles sont celles du football canadien (il y a 12 joueurs sur le terrain; le terrain est de même longueur c'est-à-dire 110 verges, etc.). Il existe même du football pour le niveau primaire, à partir de la quatrième année, qui se joue avec des règles simplifiées.